# Square Lamartine
Square Lamartine je square v Paříži v 16. obvodu. Jeho rozloha činí 1613 m2.

## Historie
Square bylo založeno v roce 1825 a v roce 1886 bylo pojmenováno po francouzském básníkovi a politikovi Alphonsovi de Lamartine (1790-1869), který žil v nedaleké Avenue Henri-Martin. Prostor byl původně součástí Rue du Petit-Parc, silnice, která vedla na východ od staré bažantnice zámku La Muette a oddělovala města Passy a Neuilly. Dekretem ze dne 23. května 1863 byla silnice zařazena do pařížské uliční sítě tím, že pohltila jižní část sudé strany Rue Spontini a byla pojmenována Rue Neuve-du-Puits-Artésien. V roce 1881 bylo náměstí pojmenováno Place Victor-Hugo a dekretem ze dne 8. července 1886 získalo svůj současný název.

## Významné stavby a pamětihodnosti
- Socha Alphonse de Lamartina od Paula Niclausse z roku 1951. Před ní zde byla bronzová socha odhalená 7. července 1886. Ta však byla zničena během okupace Paříže při rekvírování kovů pro válečné účely.
- Pomník Benjamina Godarda z roku 1904 tvořený bustou od sochaře Jeana-Baptiste Champeila na vysokém zdobeném podstavci. Stejná busta se nachází též v Théâtre national de l'Opéra-Comique. Pomník původně obsahoval dvě bronzové figury umístěné proti podstavci, které rovněž zmizely během německé okupace.
- Skleněná stéla je připomínku na židovské děti ze 16. obvodu, zavražděné během druhé světové války.
- Fontaine du square Lamartine napájená artéská studnou.
- Dům č. 1: vstup do soukromé ulice Villa Jocelyn.
- Dům č. 4 (a č. 72, Avenue Henri-Martin) postavil v roce 1922 architekt Charles Labro. V roce 1925 byla v bytě ve 3. patře spáchána krádež šperků bohatému ruskému emigrantovi. Podezřelá byla služka, že jednala jménem „tajné sovětské organizace“.
- Dům č. 7: Hraběnka Lily Pastré zde před druhou světovou válkou obývala luxusní byt, kde se za okupace scházely slavné osobnosti, např. zpěvačka Édith Piaf nebo herec Yves Montand.